# 2e cérémonie des Seattle Film Critics Association Awards
La 2e cérémonie des Seattle Film Critics Association Awards, décernés par la Seattle Film Critics Association, a eu lieu le 19 décembre 2003, et a récompensé les films réalisés dans l'année.

## Palmarès
- Meilleur film :
  - American Splendor

- Meilleur réalisateur :
  - Sofia Coppola pour Lost in Translation

- Meilleur acteur :
  - Bill Murray pour le rôle de Bob Harris dans Lost in Translation

- Meilleure actrice :
  - Hope Davis pour le rôle de Joyce Brabner dans American Splendor

- Meilleur acteur dans un second rôle :
  - Sean Astin pour le rôle de Sam Gamegie dans Le Seigneur des anneaux : Le Retour du roi (The Lord of the Rings: The Return of the King)

- Meilleure actrice dans un second rôle :
  - Marcia Gay Harden pour le rôle de Celeste Boyle dans Mystic River

- Meilleur scénario original :
  - Lost in Translation – Sofia Coppola

- Meilleur scénario adapté :
  - American Splendor – Shari Springer Berman et Robert Pulcini

- Meilleure photographie :
  - Le Seigneur des anneaux : Le Retour du roi (The Lord of the Rings: The Return of the King) – Andrew Lesnie

- Meilleure musique de film :
  - A Mighty Wind – Christopher Guest, John Michael Higgins, Eugene Levy, Michael McKean, Catherine O'Hara, Annette O'Toole, Harry Shearer  et Jeffrey C.J. Vanston

- Meilleur film en langue étrangère :
  - L'Homme du train •  France

- Meilleur film d'animation :
  - Les triplettes de Belleville

- Meilleur documentaire :
  - Capturing the Friedmans

- Living Treasure Award :
  - Christopher Lee

- Citation spéciale :
  - Rialto Pictures pour ses restaurations et re-sorties de films classiques français au cours de l'année